# Rolf Herricht
Rolf Oskar Ewald Günter Herricht (Magdeburgo, 5 ottobre 1927 – Berlino, 23 agosto 1981) è stato un attore, comico e cantante tedesco che faceva parte del duo comico Herricht & Preil.

## Biografia
Rolf Herricht trascorse la sua infanzia a Magdeburgo. Dopo un breve periodo al fronte durante la seconda guerra mondiale come Luftwaffenhelfer, all’età di 18 anni dopo il superamento dell’esame di maturità (in sessione straordinaria) divenne attrezzista e direttore di scena al teatro di Magdeburgo. Allo stesso tempo portò a termine una formazione privata da attore nello studio di recitazione. Inizialmente era attivo nei teatri di Salzwedel, Stendal, Staßfurt, Güstrow e Francoforte sull'Oder nel locale Kleist-Theater. Il direttore del teatro di Magdeburgo, Heinz Isterheil, trattenne Herricht a Magdeburgo dove fu attivo al 1957 al 1961. Divenne però famoso come attore in diversi film e produzioni televisive della Deutsche Film AG. Herricht apparteneva alla compagnia teatrale della televisione della Repubblica Democratica Tedesca. Dal 1964 fu impegnato nel Metropol-Theater di Berlino.
Herricht raggiunse un’enorme popolarità nella RDT attraverso la collaborazione con Hans-Joachim Preil. Nel 1951 i due si incontrarono per la prima volta a Bernburg, seguì il loro primo sketch insieme nel 1953. Herricht e Preil misero in scena degli sketch scritti da Preil per quasi 3 decenni, fino alla morte di Herricht nel 1981. Preil impersonava il ruolo di insegnante e Herricht recitava il naïf la cui battuta „Aber, Herr Preil!“ (“ma signor Preil”) divenne veramente leggendaria. Herricht e Preil erano il duo comico più amato della RDT.
Nella rivista della Deutsche Fernsehfunk Abends im Rampenlicht (1981) era affiancato da Dorit Gäbler, Lili Iwanowa e Helena Vondráčková.
Herricht ricevette per due volte Kunstpreis der DDR (il premio dell’arte della Repubblica Democratica Tedesca), il 17 maggio 1973 e il 13 maggio 1877.
Un’ulteriore collaborazione che divenne leggenda fu quella tra Herricht e Helga Hahnemann. Anzitutto come coppia nella commedia televisiva Maxe Baumann e in collaborazione in Ein Kessel Buntes, anche in Helgas Top(p)-Musike entrambi erano molto amati. La morte prematura di Herricht impedì un’altra intensa collaborazione. Rolf Herricht morì di infarto all’età di 53 anni sul palco del Metropol Theater di Berlino durante una rappresentazione di Kiss Me, Kate. Herricht era un accanito fumatore. Il suo luogo di eterno riposo si trova nel cimitero francese di Berlino.
Le sue ultime volontà si trovano nell'archivio dell’accademia delle arti a Berlino.

## Vita privata
Rolf Herricht era considerato come una persona riservata e malinconica. Nel 1968 sposò Christa Herricht e l’anno seguente nacque la figlia Dana. Un forte legame di amicizia lo legava a Gerd E. Schäfer.

## Filmografia

### Cinema
- 1959: Bevor der Blitz einschlägt
- 1959: Musterknaben
- 1960: Seilergasse 8
- 1961: For Eyes Only
- 1962: Auf der Sonnenseite
- 1964: Geliebte weiße Maus
- 1965: Der Reserveheld
- 1965: Nichts als Sünde
- 1966: Hände hoch oder ich schieße
- 1967: Meine Freundin Sybille

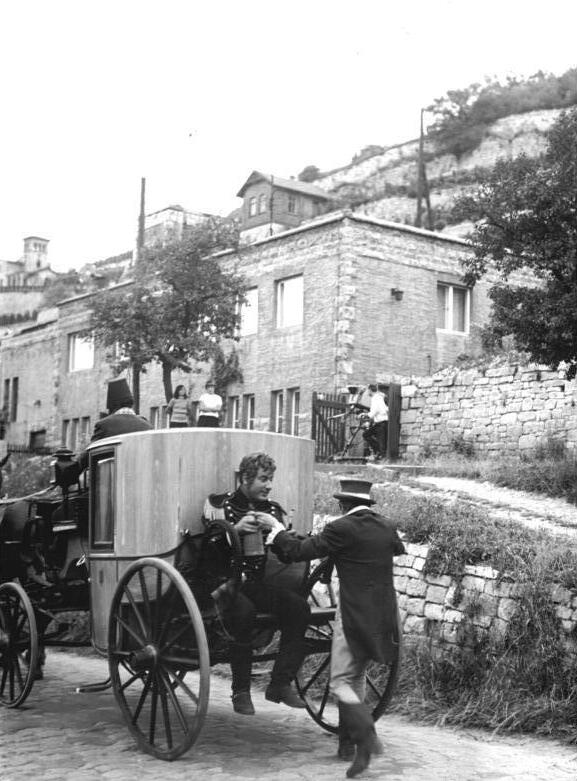
Herricht (con le spalle rivolte alla macchina da presa) e Manfred Krug durante le riprese di Hauptmann Florian von der Mühle

- 1968: Hauptmann Florian von der Mühle
- 1968: 12 Uhr mittags kommt der Boss
- 1969: Mit mir nicht, Madam!
- 1969: Der Weihnachtsmann heißt Willi
- 1969: Seine Hoheit – Genosse Prinz
- 1971: Husaren in Berlin
- 1972: Schwarzer Zwieback
- 1972: Der Mann, der nach der Oma kam
- 1972: Nicht schummeln, Liebling!
- 1977: DEFA Disko 77
- 1979: Der Baulöwe

### Televisione
- 1959: Wie die Wilden
- 1960: Zweimal Madeleine
- 1961: Gastspiele im Dschungel
- 1961: Kater Lampe
- 1961: Bodo Baddy’s bunte Bühne
- 1962: Was halten Sie von Musik?
- 1963: Komm mit mir nach Montevideo
- 1965: Muss das sein?
- 1966: Drei leichte Fälle
- 1969: Rendezvous mit unbekannt – 11teilige TV-Reihe, episodio: Segelflugstunden
- 1969: Tolle Tage
- 1970: Ein Jahr voll Musik – Ein musikalischer Kalender der Redaktion „Mit dem Herzen dabei“
- 1970: Der Schein trügt
- 1971: Husaren in Berlin
- 1972: Der Mann seiner Frau
- 1973: Ein gewisser Katulla
- 1974: Schultze mit „tz“
- 1974: So eine Frau…
- 1974: Alle Haare wieder
- 1975: Mein lieber Kokoschinsky
- 1976: Keine Hochzeit ohne Ernst (Bunbury)
- 1976: Fürs ganze Leben
- 1976: Heute Ruhetag
- 1976: Frauen sind Männersache
- 1976: Maxe Baumann: Ferien ohne Ende
- 1977: Umwege ins Glück
- 1977: Der rasende Roland
- 1977: Ehe man Ehefrau bleibt
- 1977: Urlaub nach Prospekt
- 1977: Du und icke und Berlin
- 1977: Maxe Baumann: Keine Ferien für Max
- 1978: Ein Hahn im Korb
- 1978: Maxe Baumann: Max auf Reisen
- 1979: Maxe Baumann: Überraschung für Max
- 1980: Maxe Baumann: Max in Moritzhagen

### Cortometraggi
- 1963: Nur ein Märchen
- 1966: Pankoff (Speaker)

### Serie televisive
- 1978: Rentner haben niemals Zeit
- 1982: Geschichten übern Gartenzaun

### Doppiaggio
- Die Olsenbande schlägt wieder zu

## Canzoni
- Ausgerechnet Blechmusik
- Chanson vom Charakter (Rolf Zimmermann - Rudi Strahl)
- Die Eiszeit kommt wieder (Gerhard Siebholz – Halbach)
- Die Vielweiberei [aus "Terzett"] (Gerd Natschinski – Jürgen Degenhardt)
- Gelber Mond (G. Natschinski – Hardt)
- Ich bin auf den Hund gekommen (Gerhard Siebholz – Halbach)
- Ich bin ein Star des Fußballplatzgesangsvereins (Kähne – Halbach)
- Mein Papagei frißt keine harten Eier (Walter Kollo – Hermann Frey)
- Ich soll stets die Leute nur zum Lachen bringen (Rolf Zimmermann – Rolf Zimmermann)
- Es tut mir leid - wir haben wirklich keine Zeit (insieme con Peter Wieland)
- Immer dieser Ärger mit den Kleinen (RolfZimmermann – Kahlow)
- Klamotten-Rag (Klein – Fred Gertz)
- Laubenpiepergartenhundefest (Stüwe – Halbach)
- Mein grüner Papagei (Fiebig – Wedde)
- Oh, dieser Jazz (Grube – Klein)
- Wenn Sie mich so anseh'n (Winkler – Klunter)

## Letteratura
- Hans-Joachim Preil: »Aber, Herr Preil!«. Erinnerungen. Ullstein-Verlag, 1994, ISBN 3-548-23420-8.
- Hans-Joachim Preil: Mückentötolin. Ullstein Verlag, 1995, ISBN 978-3-548-23613-1.
- Hans-Joachim Preil: Das Beste von Herricht und Preil. Eulenspiegel-Verlag, Berlin 2008, ISBN 978-3-359-02214-5.
- Elke Schneider: Herricht, Rolf Oskar Ewald Günter. In: Guido Heinrich, Gunter Schandera (Hrsg.): Magdeburger Biographisches Lexikon 19. und 20. Jahrhundert. Biographisches Lexikon für die Landeshauptstadt Magdeburg und die Landkreise Bördekreis, Jerichower Land, Ohrekreis und Schönebeck. Scriptum, Magdeburg 2002, ISBN 3-933046-49-1.
- Dagmar Herricht: Das kleine Rolf Herricht Buch. Magdeburg 2011, Docupoint Magdeburg, ISBN 978-3-86912-055-3.